# Claoxylon tetracoccum
Claoxylon tetracoccum är en törelväxtart som beskrevs av Airy Shaw. Claoxylon tetracoccum ingår i släktet Claoxylon och familjen törelväxter. Inga underarter finns listade i Catalogue of Life.